# Poisonblack
Poisonblack é uma banda finlandesa de heavy metal formada em 2000 pelo ex-vocalista da finada banda Sentenced, Ville Laihiala.

## História
O Poisonblack não é apenas mais outra banda de gothic metal da Finlândia, muito menos um projeto paralelo formado apenas para matar algum tempo, enquanto uma banda principal está dando uma parada. Depois de tocar guitarra por 17 anos, o 'frontman' do Sentenced, Ville Laihiala, sentiu necessidade de colocar para fora suas ambições como guitarrista e formou esta banda no final do ano 2000, juntamente com alguns talentosos amigos da cidade de Oulu, com quem ele já havia tocado em algumas bandas, e seu grande amigo e baixista Janne Kukkonen.
Em comum, ambos possuem uma longa história tocando em várias bandas, mas também uma mesma visão sobre a música. Desde que se concentrou em suas composições de guitarra, Ville seguiu seu primeiro impulso e entrou em contato com o vocalista J.P. Leppäluoto do Charon, que ele conheceu quando a banda abriu os shows do Sentenced na turnê do álbum "Crimson".
A arte do primeiro disco do Poisonblack, "Escapexstacy", lançado em 2003 pela gravadora Century Media Records foi feita pelo baterista do Sentenced, Vesa Ranta, que já tinha produzido a arte do elogiado "The Cold White Light". "Escapexstacy" é a trilha sonora perfeita para uma dança com seus próprios demônios. Apenas sinta a sensualidade e paixão, os principais temas que são abordados no interior de cada música presente no disco "Escapexstacy".
Com a saída de J.P. Leppäluoto, Ville Laihiala assumiu os vocais. No início do segundo semestre de 2006, foi lançado o segundo álbum, Lust Stained Despair, com uma atmosfera mais "raivosa" e "pesada" que no primeiro, provocando elogios e críticas por parte dos fãs.

### Temática das letras
- De acordo com o guitarrista e vocalista Ville Laihiala, as letras enfatizam "a luxúria e o vício - na vida, no sexo, na morte".

### Arte
- As fotografias e o CD de estréia do Poisonblack, Escapexstacy, tiveram o design feito por Vesa Ranta, baterista e ex-companheiro de banda de Ville Laihiala no Sentenced.

## Membros
- Ville Laihiala - vocal / guitarra
- Antti Remes - baixo
- Tarmo Kanerva - bateria
- Marco Sneck - teclado
- Janne Markus - guitarra

### Ex-membros
- Juha-Pekka Leppäluoto - vocal
- Janne Kukkonen - baixo
- Janne Dahlgren - guitarra

## Discografia
- Escapexstacy (2003)
- Rush (CDS) (2006)
- Lust Stained Despair (2006)
- Bear The Cross (CDS) (2008)
- A Dead Heavy Day (2008)
- Of Rust and Bones  (2010)
- Drive  (2011)
- Lyijy  (2013)

## Videografia
- Love Infernal (2003)
- Rush (2006)
- Bear the Cross (2008)
- Mercury Falling (2011)